# Bryotropha wolschrijni
Bryotropha wolschrijni is een vlinder uit de familie tastermotten (Gelechiidae). De wetenschappelijke naam is voor het eerst geldig gepubliceerd in 2005 door Karsholt & Rutten.
De soort komt voor in Europa.